# KΛNΛ
KΛNΛ（かな）は、日本の女性歌手。

## 人物
上智大学国際教養学部在学中の2008年8月13日に、TVアニメ「Candy Boy」のエンディング・テーマ「恋のカタチ」でデビュー。アニメ・ゲームの主題歌を中心に活動している。
HΛLがプロデュースを手掛けた。

## ディスコグラフィ

### シングル
1. reason （アニメ「キャシャーン Sins」エンディング・テーマ、川江美奈子、作曲：川江美奈子）
  - c/w 「Days ～それぞれの季節で～」（作詞：芦原みき、作曲：TAKA）
2. Unlimited World （ニンテンドーDSソフト「ルミナスアーク2 ウィル」メインテーマ、作詞：三井ゆきこ、作曲：ISEPPE）
  - c/w 「NO NAME」（作詞：只野菜摘、作曲：HΛL）

### オムニバス
- Candy Boy 主題歌 マキシシングル
c/w 「恋のカタチ」（作詞：矢吹俊郎、作曲：矢吹俊郎）を収録。
- キャシーン Sins オリジナル・サウンドトラック
「reason」を収録。
- ルミナスアーク2 ウィル オリジナル・サウンドトラック
「Unlimited World」のゲームサイズVer.を収録。